# Gymnochthebius trilineatus
Gymnochthebius trilineatus är en skalbaggsart som beskrevs av Perkins 2005. Gymnochthebius trilineatus ingår i släktet Gymnochthebius och familjen vattenbrynsbaggar. Inga underarter finns listade i Catalogue of Life.